# El Mosco
El Mosco är en ort i Mexiko.   Den ligger i kommunen Santiago Ixtayutla och delstaten Oaxaca, i den sydöstra delen av landet, 400 km söder om huvudstaden Mexico City. El Mosco ligger 764 meter över havet och antalet invånare är 565.
Terrängen runt El Mosco är kuperad åt nordväst, men åt sydost är den bergig. Runt El Mosco är det ganska glesbefolkat, med 23 invånare per kvadratkilometer. Närmaste större samhälle är Llano Nuevo, 17,0 km öster om El Mosco. I omgivningarna runt El Mosco växer i huvudsak städsegrön lövskog.